# Călimănești (okręg Marusza)
Călimănești (węg. Kelementelke) – wieś w Rumunii, w okręgu Marusza, w gminie Fântânele. W 2011 roku liczyła 880 mieszkańców.